# 里布尼克
里布尼克（塞尔维亚语：／），是波斯尼亚和黑塞哥维那实体之一塞族共和國的市镇。市镇面积为511.1平方公里，2013年人口数量为6,048人。
里布尼克曾短暂地命名为塞族克柳奇（Српски Кључ），是从战前的克柳奇市镇析出而成。克柳奇剩余部分现隶属于波黑联邦。

## 人口
|      | 2013年         |
| 总计 | 6,048 (100,0%) |
| 塞族 | 6,018 (99,50%) |
| 其他 | 19 (0,314%)    |
| 克族 | 11 (0,182%)    |

## 图集

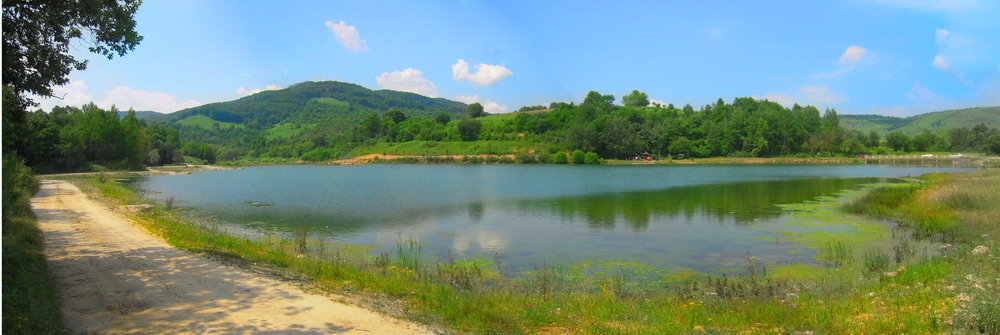
湖泊
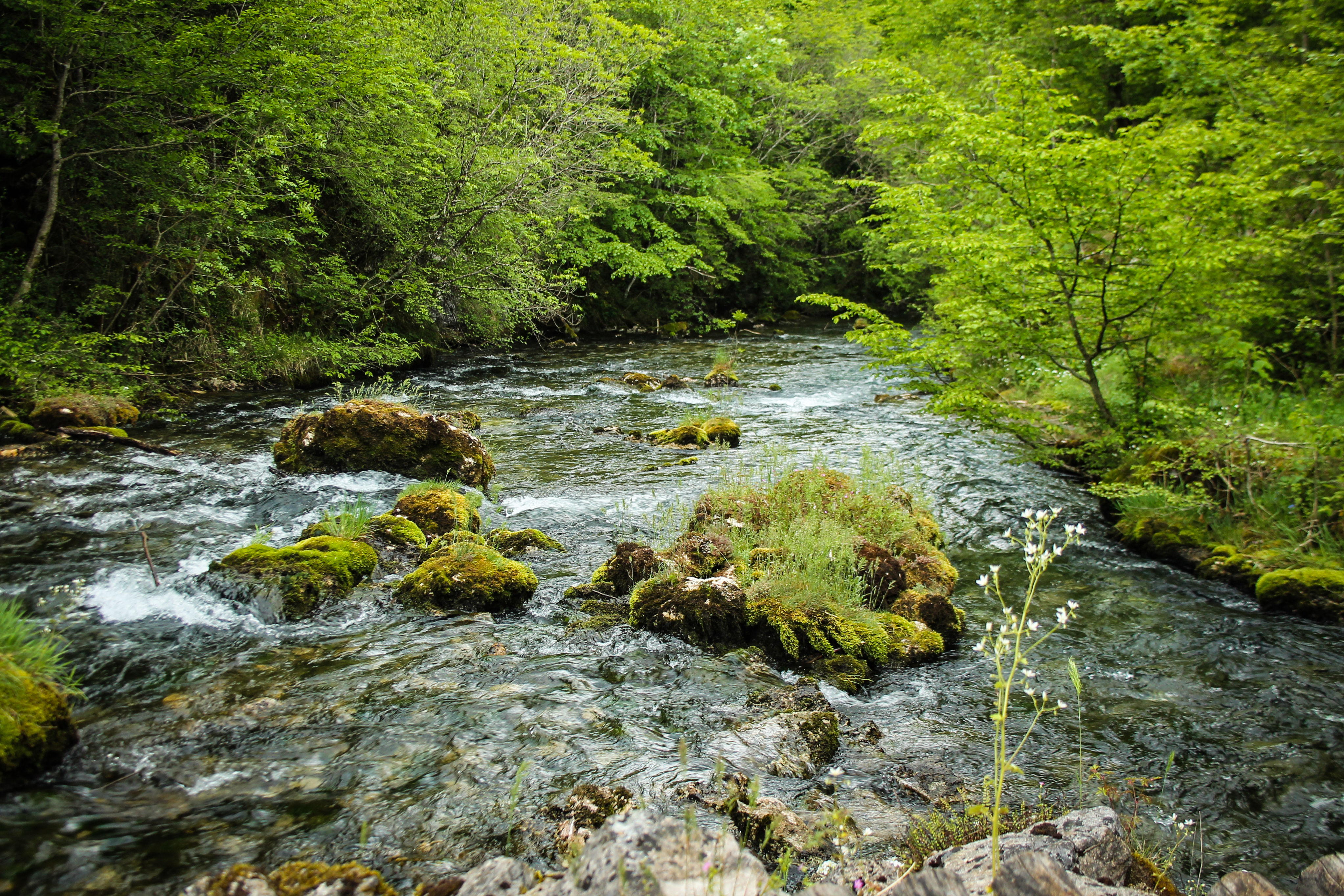
萨纳河
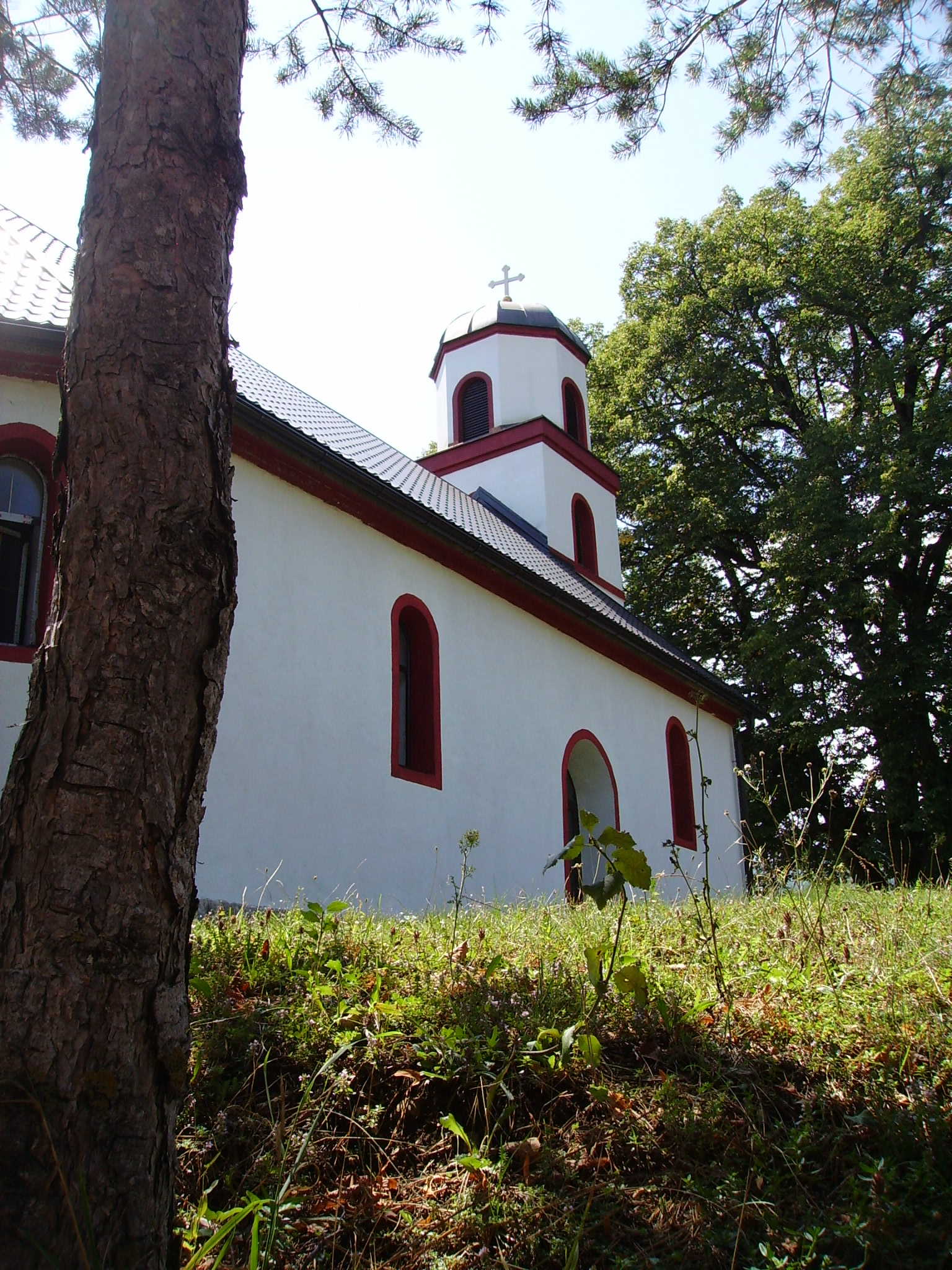
东正教堂